# São Mateus do Sul (tiểu vùng)
São Mateus do Sul là một tiểu vùng thuộc bang Paraná, Brasil. Tiều vùng này có diện tích 2533 km², dân số năm 2007 là 56363 người.